# Néféroukait
Néféroukait est une reine consort de la XIe dynastie, elle serait la sœur et l'unique épouse du roi Antef II et mère du roi Antef III. 

## Biographie
Son nom n'est connu que grâce à la stèle de son intendant Redioukhnoum, trouvée à Dendérah (aujourd'hui au Musée égyptien du Caire, CG 20543), Néféroukait portait également les titres de « Fille du roi » (sȝ.t-nỉsw.t), « Épouse bien-aimée du roi » (ḥm.t-nỉsw.t mrỉỉ.t=f) et « Ornement royal » (ẖkr.t-nỉsw.t), d'où il ressort qu'elle était probablement la fille du roi Montouhotep Ier et de Néférou Ire et l'épouse du roi Antef II. De plus, elle serait la mère du successeur d'Antef II, le roi Antef III, ainsi que de son épouse Iâh. Enfin, dans la tombe du roi Antef III a été trouvé un fragment de relief désignant une femme appelée Néféroukaou (Nfr.w-kȝ.w). Silke Roth a soutenu que Néféroukaou n'est qu'une écriture différente pour le nom Néféroukait.